# 毛鼎亨
毛鼎亨（？—？），字溯汾，號春門，江蘇長洲（今蘇州）人。
他於嘉慶二十五年（1820年）奉旨接替葉世倬擔任按察使銜分巡台灣兵備道，為台灣清治時期這階段的地方統治者。